# Bohr (pierwiastek)
Pierwiastka bohr (l.a. 107) nie należy mylić z pierwiastkiem bor (l.a. 5).
Bohr (Bh, łac. bohrium), wcześniej unnilseptium (Uns) – pierwiastek chemiczny, metal przejściowy z grupy manganowców. Nie występuje naturalnie na Ziemi. Nazwa pochodzi od nazwiska duńskiego fizyka Nielsa Bohra.

## Historia
Został pierwszy raz wytworzony w 1976 roku w Związku Radzieckim przez zespół pod kierownictwem Jurija Oganiesiana w Zjednoczonym Instytucie Badań Jądrowych w Dubnej. Wytworzono tam izotop 261Bh z okresem połowicznego rozpadu około 10 ms. Atomy bohru uzyskano przez bombardowanie 204Bi jądrami 54Cr.
W roku 1981 niemiecki zespół naukowców kierowany przez Petera Armbrustera i Gottfrieda Münzenberga w Darmstadt dokonał innej przemiany jądrowej i uzyskał izotop 262Bh.
Niemcy zaproponowali nazwać go nielsbohr (Ns), aby uhonorować Nielsa Bohra, a Rosjanie chcieli nadać mu nazwę dubn. W roku 1994 komitet IUPAC zaproponował nazwanie pierwiastka 107 na cześć Bohra. W roku 1997 międzynarodowa społeczność nadała mu dzisiejszą nazwę.

## Wymowa
Komisja Nomenklatury Polskiego Towarzystwa Chemicznego zaleca wymowę litery „h” w nazwie „bohr”, aby odróżnić go od pierwiastka boru (B).